# Liste der Biografien/Tua
Liste der Biografien |
Portal Biografien |
Personensuche
# |
A |
B |
C |
D |
E |
F |
G |
H |
I |
J |
K |
L |
M |
N |
O |
P |
Q |
R |
S |
T |
U |
V |
W |
X |
Y |
Z |
?
 
Ta |
Tc |
Te |
Tf |
Tg |
Th |
Ti |
Tj |
Tk |
Tl |
Tm |
To |
Tq |
Tr |
Ts |
Tu |
Tv |
Tw |
Tx |
Ty |
Tz
 
Tua |
Tub |
Tuc |
Tud |
Tue |
Tuf |
Tug |
Tuh |
Tui |
Tuj |
Tuk |
Tul |
Tum |
Tun |
Tuo |
Tup |
Tuq |
Tur |
Tus |
Tut |
Tuu |
Tuv |
Tuw |
Tux |
Tuy |
Tuz
Die Liste der Biografien führt alle Personen auf, die in der deutschsprachigen Wikipedia einen Artikel haben. Dieses ist eine Teilliste mit 19 Einträgen von Personen, deren Namen mit den Buchstaben „Tua“ beginnt.

## Tua
- Tua (* 1986), deutscher Produzent, Rapper und SängerTua (* 1986)

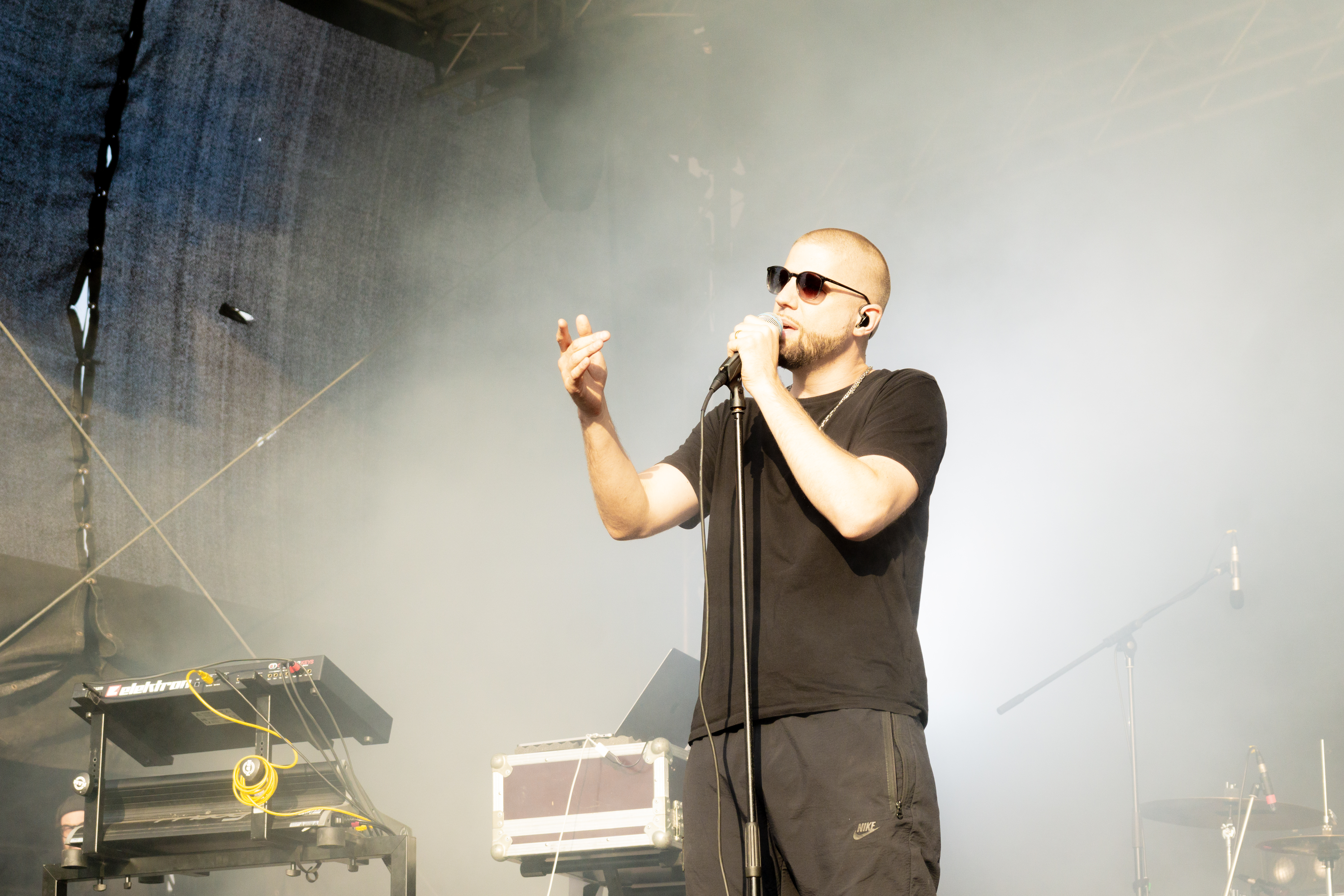
Tua (* 1986)

- Tua, David (* 1972), samoanischer Boxer
- Tua, Paolo Maria (1878–1949), italienischer Bibliothekar und Historiker

### Tuac
- Tuaç, Fuat (* 1975), türkischer Jazzmusiker (Gesang, Komposition)

### Tuah
- Tuahepa Kamapoha, Emma (* 1974), namibische HIV/AIDS-Aktivistin

### Tuai
- Tuaillon, Gaston (1923–2011), französischer Romanist und Dialektologe
- Tuaillon, Louis (1862–1919), preußischer Bildhauer

### Tual
- Tual, Gabriel (* 1998), französischer Mittelstreckenläufer

### Tuan
- Tuan Guru (1712–1807), erster Imam und Mufti Südafrikas
- Tuan, Mark (* 1993), amerikanischer Rapper und Sänger
- Tuấn, Quỳnh Trần (* 1983), vietnamesischer Tischtennisspieler
- Tuanku Imam Bonjol (1772–1864), indonesischer Patriot und Freiheitskämpfer
- Tuanzebe, Axel (* 1997), englischer Fußballspieler

### Tuao
- Tuaolo, Esera (* 1968), US-amerikanischer Footballspieler

### Tuas
- Tuason, Toni von (1909–1996), Schweizer Schauspielerin und Hörspielsprecherin
- Tuason, Vicente (1903–1973), Schweizer Manager und Jurist

### Tuav
- Tuavera, Tamaiva (* 1958), Politiker der Cookinseln

### Tuaz
- Tuazon Cruz, Maximiano (1923–2013), philippinischer Geistlicher, römisch-katholischer Bischof
- Tuazon, Oscar (* 1975), US-amerikanischer Installationskünstler und Bildhauer